# Pingelly
Pingelly est une ville et un comté de l'état d'Australie-Occidentale, à 158 kilomètres de  Perth, dans la  région nommée  Wheatbelt (ceinture céréalière), l'une des  neuf régions de cet état d'Australie. 

## Étymologie
Le nom vient du nom de lieu et nom de famille cornique Pengelly, proche du breton Penguily, de nombreux cornouaillais ayant fait souche dans la région.

## Lien
- Comté de Pingelly